# Hypogastrura yamagata
Hypogastrura yamagata är en urinsektsart som beskrevs av Sôichirô Kinoshita 1916. Hypogastrura yamagata ingår i släktet Hypogastrura och familjen Hypogastruridae. Inga underarter finns listade i Catalogue of Life.